# Тимчик Кирило Якович
Кирило Якович Тимчик (14 липня 1903, село Нижча Кропивна, тепер Немирівського району Вінницької області — 21 грудня 1975, місто Київ) — український військовий діяч, генерал-майор. Депутат Верховної Ради УРСР 4-го скликання.

## Біографія
Народився в бідній селянській родині. Наймитував, працював на залізничній станції.
З 1925 року — у лавах Червоної армії. Командував ротою, батальйоном.
Член ВКП(б) з 1926 року.
У вересні 1939 року брав у часть в окупації радянськими військами Західної України.
З квітня 1941 року командував 651-м гірничострілецьким полком. Учасник німецько-радянської війни з червня 1941 року. У жовтні 1941 — 1942 року — командир 1051-го стрілецького полку 300-ї стрілецької дивізії Сталінградського фронту. У 1942 — лютому 1943 року — заступник командира 300-ї стрілецької дивізії 2-ї гвардійської армії Південного фронту.
8 лютого — 16 квітня 1943 року — командир 300-ї стрілецької дивізії 2-ї гвардійської армії. 16 квітня 1943 — січень 1946 року — командир 87-ї гвардійської стрілецької дивізії 2-ї гвардійської армії 4-го Українського фронту. Був учасником Параду Перемоги 24 червня 1945 року в Москві. Після війни продовжував службу в Радянській армії.
У січні 1946 — травні 1948 року — слухач Військової академії Генерального штабу.
У травні 1948 — грудні 1950 року — командир 59-ї гвардійської стрілецької дивізії Одеського військового округу (місто Тирасполь).
У грудні 1950 — жовтні 1953 року — командир 95-ї гвардійської стрілецької дивізії Центральної групи радянських військ (місто Відень, Австрія).
У жовтні 1953 — серпні 1957 року — командир 115-ї гвардійської стрілецької дивізії 14-го гвардійського стрілецького корпусу Київського військового округу (місто Дніпропетровськ).
У серпні 1957 — квітні 1960 року — заступник голови — начальник секції бойової та технічної підготовки Української республіканської організації Всесоюзного Добровільного товариства сприяння армії, авіації і флоту (ДТСААФ).
З квітня 1960 року — у відставці.

## Звання
- майор
- підполковник
- полковник
- генерал-майор (2.11.1944)

## Нагороди
- два ордени Леніна
- два ордени Червоного Прапора (16.08.1942,)
- орден Кутузова ІІ-го ст. (17.09.1943)
- орден Суворова ІІ-го ст. (16.05.1944)
- орден Вітчизняної війни І-го ст. (5.04.1943)
- орден Червоної Зірки
- медаль «За оборону Сталінграда»
- медаль «За перемогу над Німеччиною у Великій Вітчизняній війні 1941—1945 років»
- медалі
- почесний громадянин міста Цюрупинська (Олешки)